# Ernst Haccius
Ernst Haccius (n. 11 decembrie 1893, Hannover, Reich-ul German – d. 11 februarie 1943, URSS) a fost un ofițer german din Wehrmacht în timpul celui de-al Doilea Război Mondial, care a comandat Divizia 46 Infanterie. A fost ucis la 11 februarie 1943 pe frontul din Caucaz. A fost avansat post-mortem la gradul de Generalleutnant și decorat cu Crucea de Cavaler al Crucii de Fier. 

## Decorații
- Ordinul „Steaua României” cu spade în gradul de Comandor, cu panglica de „Virtutea Militară” (25 noiembrie 1941) „pentru curajul și spiritul de sacrificiu de care au dat dovadă în luptele contra bolșevicilor, în colaborare cu trupele române”[1]
- Crucea de Cavaler al Crucii de Fier (2 aprilie 1943) ca Generalleutnant și comandant al Diviziei 46 Infanterie[2]